# 雷姆森堡-斯皮昂克
雷姆森堡-斯皮昂克（英語：Remsenburg-Speonk）是位於美國紐約州薩福克縣的普查規定居民點。

## 人口
根據2020年美國人口普查的數據，雷姆森堡-斯皮昂克的面積為10.49平方千米，當中陸地面積為9.32平方千米，而水域面積為0.17平方千米。當地共有人口3110人，而人口密度為每平方千米296.47人。